# Noda (Azerbaigian)
Noda è un comune dell'Azerbaigian situato nel distretto di Lerik. Conta una popolazione di 1 215 abitanti.